# Дубівка (Чортківський район)
Дубі́вка — село в Україні, у Скала-Подільській селищній громаді Чортківського району Тернопільської області. Розташоване на сході районі. Населення становить 94 особи (2003).

## Географія
Село розташоване на відстані 358 км від Києва, 79 км — від обласного центру міста Тернополя та 15 км від міста Борщів.

### Клімат
Дубівка знаходяться в межах вологого континентального клімату із теплим літом. Але діяльність людини досить часто призводить до екоциду, поганих змін та глобального потепління. Рівень наповнення річок водою по області становить лише 20 % від необхідного стандарту, значна частина земної поверхні стає посушливою. Для покращення ситуації варто було б проводити ревайлдинг, відновлювати екосистеми та лісові насадження.
| Клімат Дубівки            | Клімат Дубівки | Клімат Дубівки | Клімат Дубівки | Клімат Дубівки | Клімат Дубівки | Клімат Дубівки | Клімат Дубівки | Клімат Дубівки | Клімат Дубівки | Клімат Дубівки | Клімат Дубівки | Клімат Дубівки | Клімат Дубівки |
| Показник                  | Січ.           | Лют.           | Бер.           | Квіт.          | Трав.          | Черв.          | Лип.           | Серп.          | Вер.           | Жовт.          | Лист.          | Груд.          | Рік            |
| Середній максимум, °C     | −1,4           | 0,1            | 5,2            | 13,7           | 19,6           | 22,7           | 23,9           | 23,2           | 19,3           | 13,1           | 5,8            | 1,0            | 12             |
| Середня температура, °C   | −4,7           | −3,3           | 1,2            | 8,4            | 14,0           | 17,4           | 18,7           | 17,8           | 14,1           | 8,5            | 2,8            | −1,9           | 7              |
| Середній мінімум, °C      | −8             | −6,6           | −2,7           | 3,2            | 8,5            | 12,1           | 13,5           | 12,5           | 8,9            | 3,9            | −0,2           | −4,7           | 3              |
| Норма опадів, мм          | 33             | 32             | 32             | 53             | 74             | 100            | 100            | 65             | 54             | 35             | 36             | 38             | 652            |
| ------------------------- | -------------- | -------------- | -------------- | -------------- | -------------- | -------------- | -------------- | -------------- | -------------- | -------------- | -------------- | -------------- | -------------- |
| Джерело: climate-data.org |                |                |                |                |                |                |                |                |                |                |                |                |                |

## Історія
Діяло товариство «Просвіта».
У 1940-1941, 1944-1959 роках село належало до Скала-Подільського району Тернопільської області. З ліквідацією району 1959 року увійшло до складу Борщівського району.
З 1991 року у складі незалежної України.
До 2020 року підпорядковане Бурдяківській сільській раді.
12 червня 2020 року, відповідно до розпорядження Кабінету Міністрів України № 724-р «Про визначення адміністративних центрів та затвердження територій територіальних громад Тернопільської області» увійшло до складу Скала-Подільської селищної громади.
19 липня 2020 року, в результаті адміністративно-територіальної реформи та ліквідації Борщівського району, село увійшло до складу новоутвореного Чортківського району.

## Населення
Згідно з переписом УРСР 1989 року чисельність наявного населення села становила 117 осіб, з яких 49 чоловіків та 68 жінок.
За переписом населення України 2001 року в селі мешкало 98 осіб. 100 % населення вказало своєю рідною мовою українську мову.

## Пам'ятки
- церква святого Симеона Стовпника (дерев'яна; перевезена 1905 із с. Цигани Чортківського району, УГКЦ);
- пам'ятка природи — Дубівська липа;
- три хрести на честь скасування панщини.

## Соціальна сфера
Діють клуб, ФАП, торговельний заклад.

## Світлини

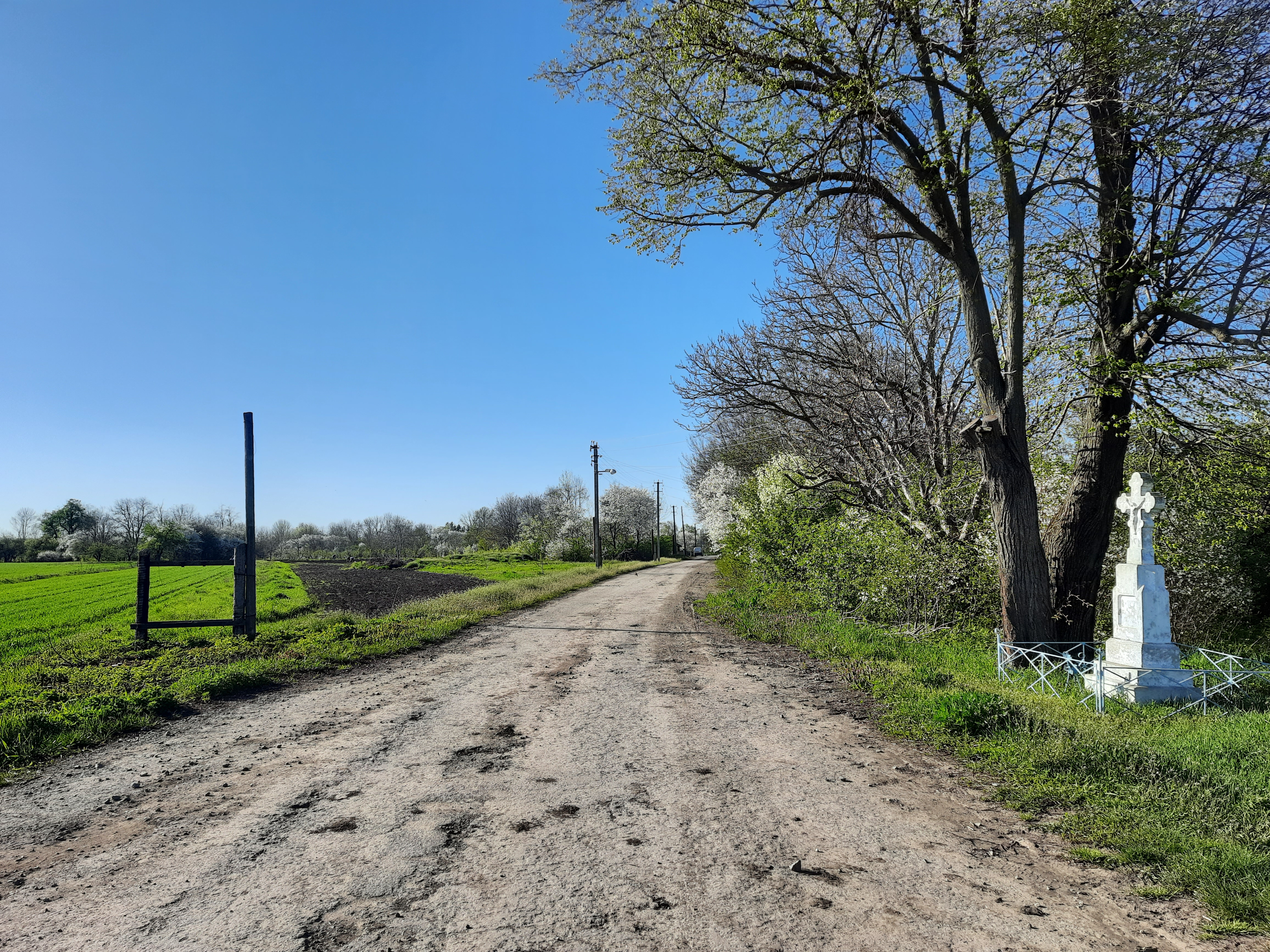
В'їзд у село
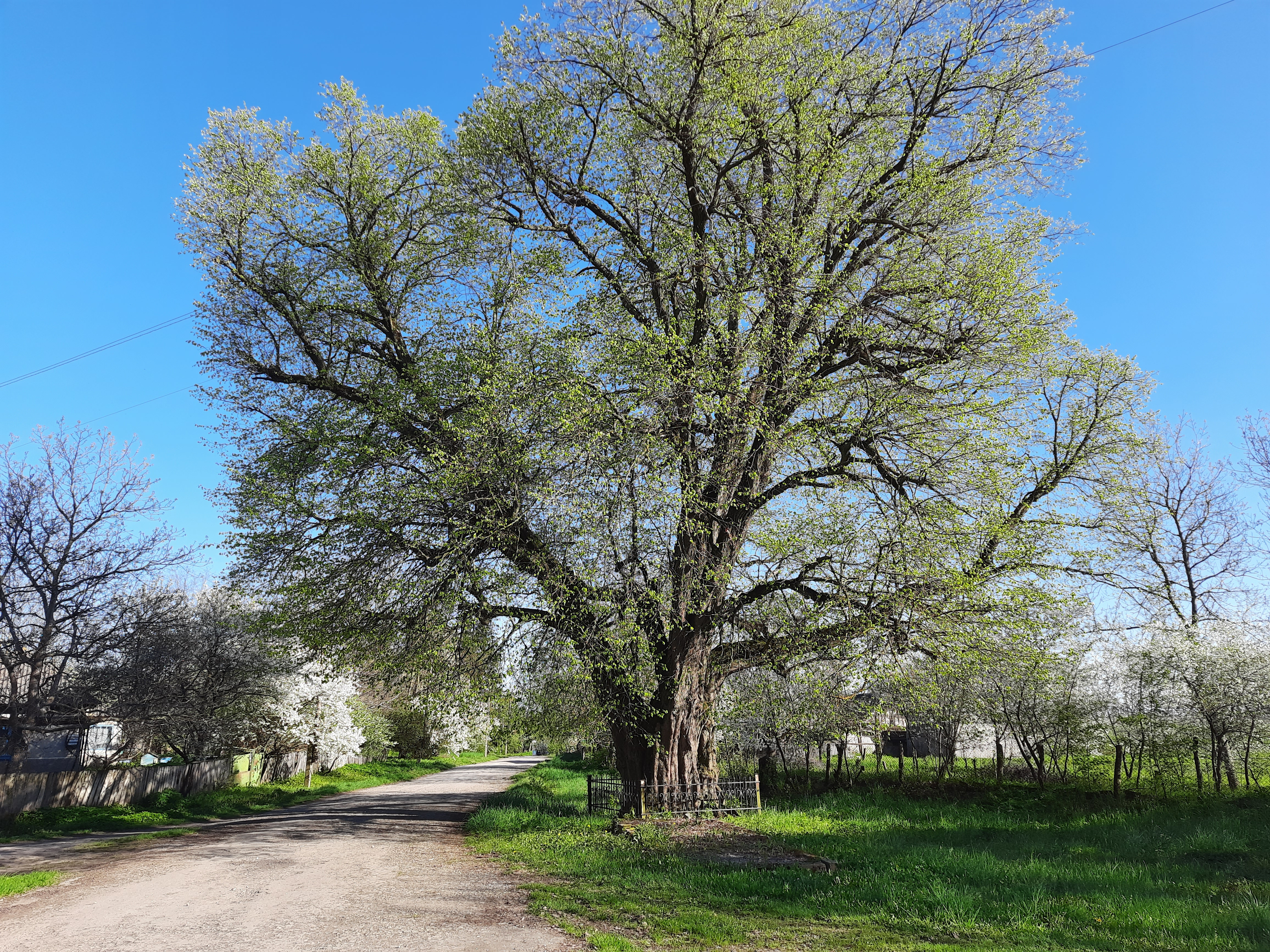
Віковічна липа
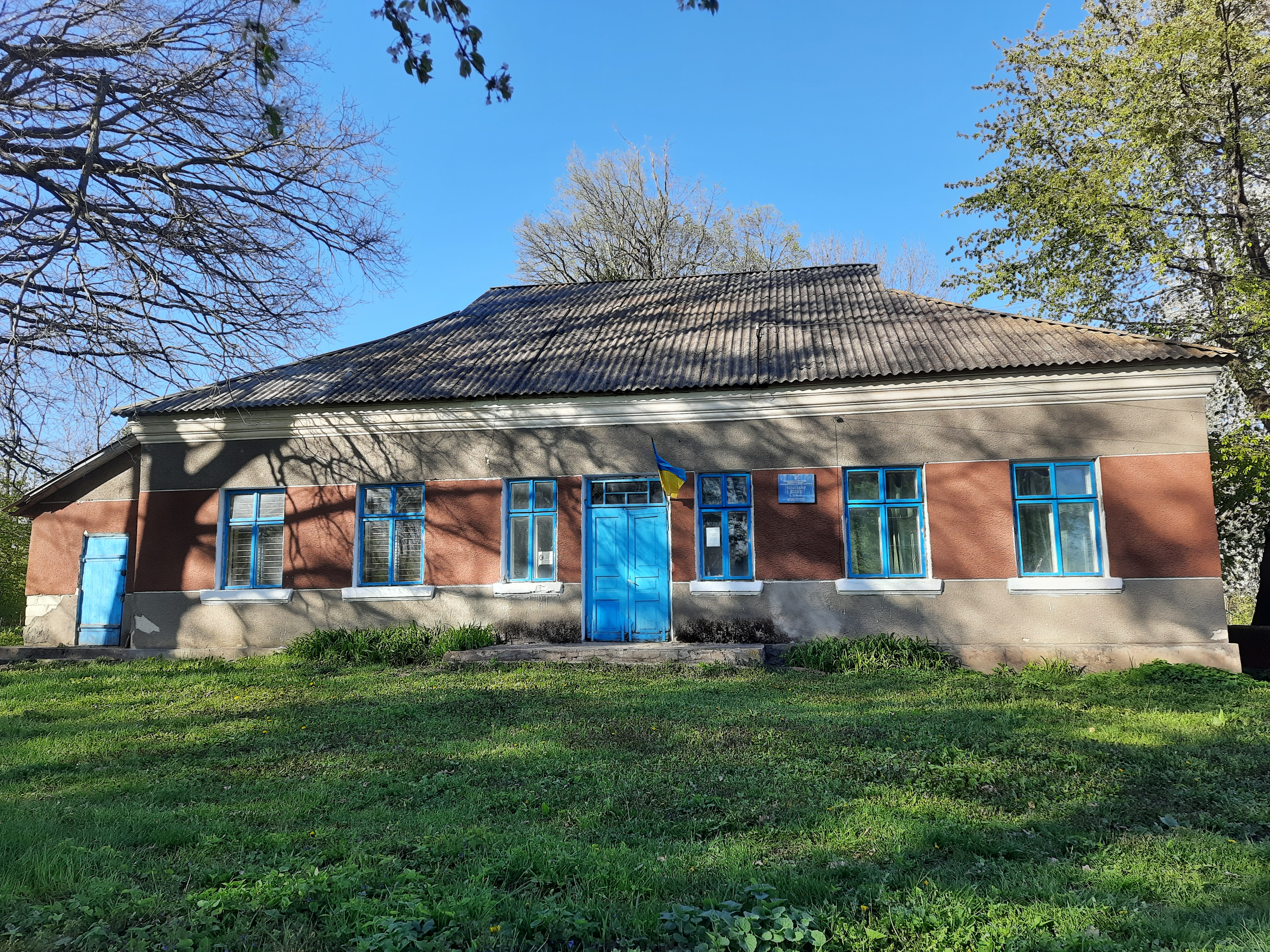
Клуб
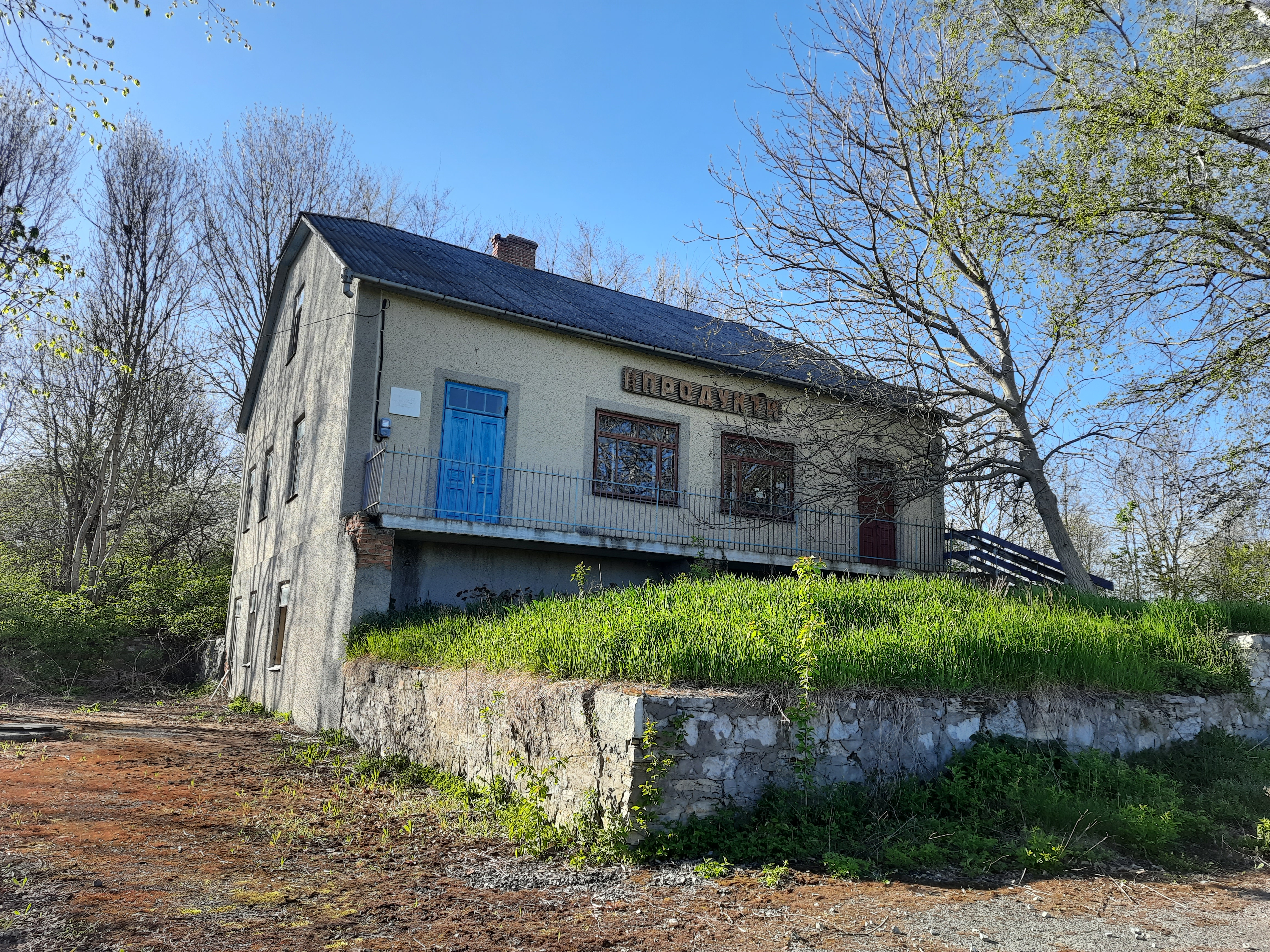
Крамниця
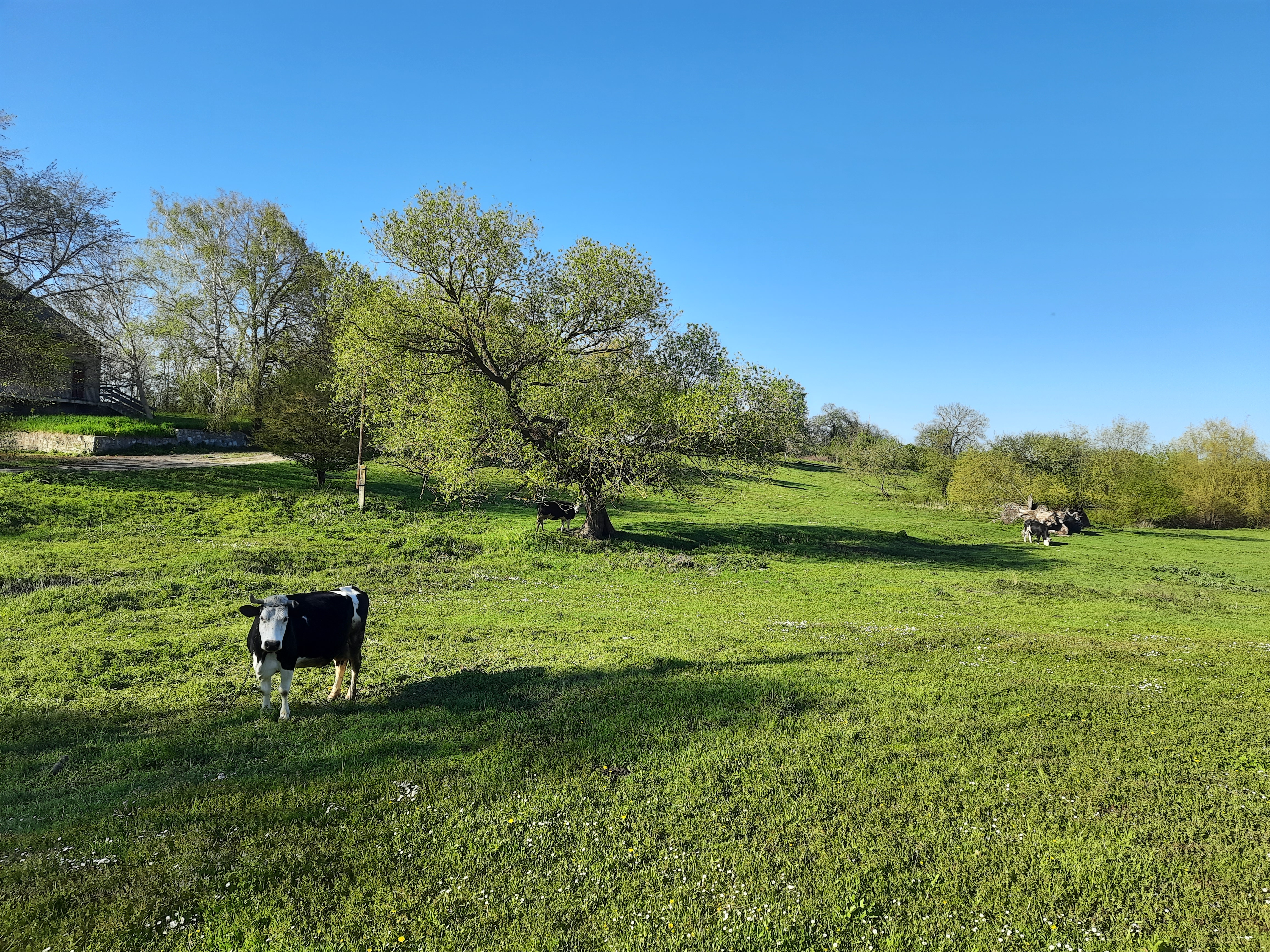
Сільський краєвид